# Dambe

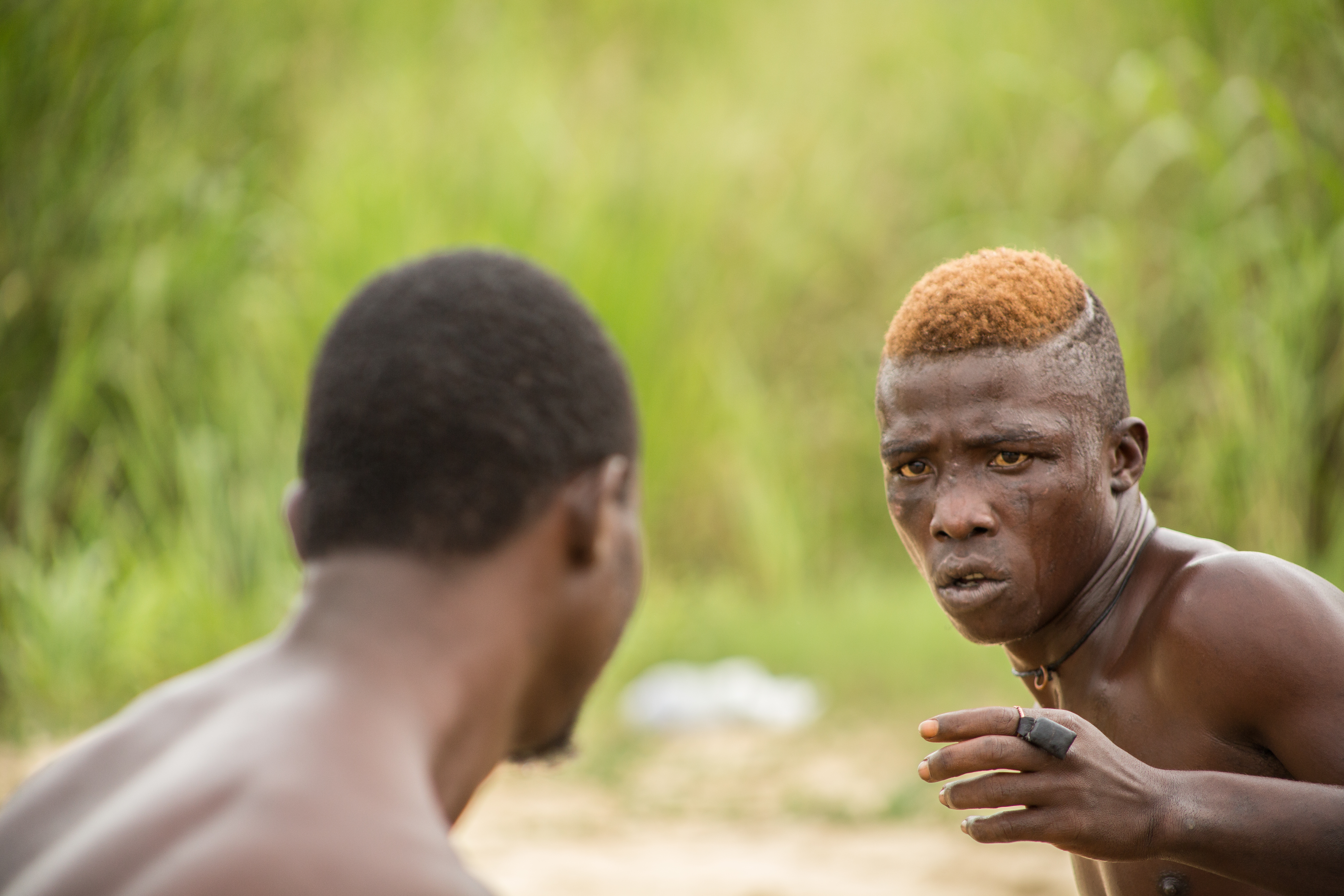
Dambe.

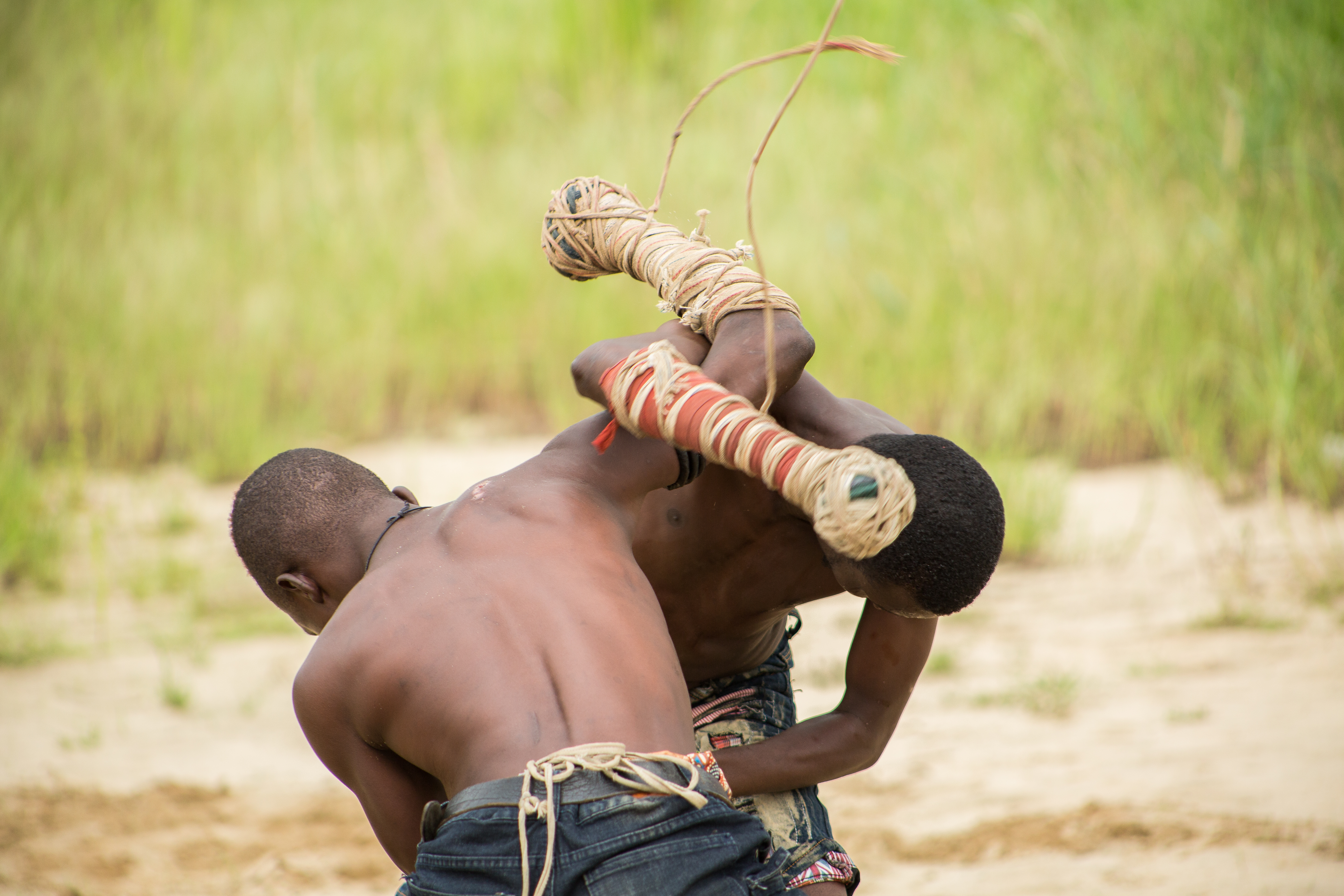
Dambe.

Dambe, také známé jako Kokawa, je forma boxu spojovaná s Hausy, národem ze západní Afriky. V historii Dambe zahrnovalo komponent wrestlingu známý jako Kokawa, ale dnes už se jedná o čistě úderové umění. Původně byl tento druh boje praktikován uzavřenou kastou hauských bojovníků, ale během minulého století se zápasů bojovnických klanů cestujících do farmářských vesnic v časech sklizně přeměnil na představení, které je součástí zábavy při dožínkách. Dambe bylo také tradičně praktikováno muži jako příprava na válku a mnoho technik a termínů poukazuje na válčení. Dnes společnosti boxerů cestují domovinou Hausů (severní Nigérie, jižní Niger a jihozápadní Čad) a předvádějí venkovní zápasy za doprovodného ceremoniálu a bubnů. Název „Dambe“ je odvozen z hauského překladu slova „box“ a objevuje se v jazycích jako Bole jako Dembe. Boxerům se říká hauským slovem "daæmaænga".

## Techniky
Přestože zde neexistují žádné oficiální váhové třídy, zápasníci jsou většinou spravedlivě rozděleni podle velikosti.
Zápasy trvají tři kola, ve kterých není žádný časový limit. Místo toho kola končí, když: 1) zde není žádná aktivita, 2) je zápasník, nebo rozhodčí zastaví, nebo 3) se zápasníkova ruka, koleno nebo tělo dotkne země. Sražení oponenta k zemi se říká vražda oponenta.
Základní zbraní je pěst dominantní ruky. Pěst dominantní ruky, známá jako oštěp, je zabalena do kousku hadry a pevně zavázána šňůrou, která pokryje celou hadru. Někteří boxeři ponořují svůj oštěp do pryskyřice zamíchané s kousky rozbitého skla. Vedoucí ruka, zvaná štít, je s otevřenou dlaní natažena k oponentovi. Vedoucí ruka může být podle potřeby použita k držení nebo chmatání.
Vedoucí noha je často omotána řetězem a používá se při útoku i při obraně. Neomotaná noha také může být použita ke kopání. Protože zápasení je povoleno a jeho cílem je dostat oponenta na zem, kopy jsou mnohem častější, než bývaly.